# Bremcke
Bremcke is een plaats in de Duitse gemeente Plettenberg, deelstaat Noordrijn-Westfalen, en telt 500 inwoners (2007).